# Eleccions legislatives neerlandeses de 1929
Les eleccions legislatives neerlandeses de 1929 se celebraren el 26 de maig de 1929, per a renovar els 100 membres de la Tweede Kamer. Es forma un govern de coalició presidit per Charles Ruijs de Beerenbrouck (RKSP), amb catòlics i liberals.

## Resultats
| ← Eleccions legislatives neerlandeses, 1929 → |                                                       |      |      |        |  |
| Partit                                        | Partit                                                | Vots | %    | Escons |  |
|                                               | Partit de l'Estat Catòlic Romà (RKSP)                 |      | 29,6 | 30     |  |
|                                               | Partit Socialdemòcrata dels Treballadors (SDAP)       |      | 23,8 | 24     |  |
|                                               | Partit Antirevolucionari (ARP)                        |      | 11,6 | 12     |  |
|                                               | Unió Cristiana Històrica (CHU)                        |      | 10,5 | 11     |  |
|                                               | Partit d'Estat Liberal (LSP)                          |      | 7,4  | 8      |  |
|                                               | Lliga Democràtica per la Llibertat de Pensament (VDB) |      | 6,2  | 7      |  |
|                                               | Partit Polític Reformat (SGP)                         |      | 2,3  | 3      |  |
|                                               | Partit del Mig per la Ciutat i el País (MPSL)         |      | 1,2  | 1      |  |
|                                               | Partit Estatal Reformat (HGS)                         |      | 1,1  | 1      |  |
|                                               | Partit Comunista d'Holanda (CPN)                      |      | 1,1  | 1      |  |
|                                               | Plattelandersbond (PLB)                               |      | 1,0  | 1      |  |
|                                               | Partit Comunista d'Holanda-Comitè Central (CPN-CC)    |      | 08   | 1      |  |
| Total                                         | Total                                                 |      | -    | 100    |  |
|                                               |                                                       |      |      |        |  |